# Friuli Isonzo bianco
Le Friuli Isonzo bianco est un vin blanc  italien de la région Vénétie doté d'une appellation DOC depuis le 25 mars 1988. Seuls ont droit à la DOC les vins blancs récoltés à l'intérieur de l'aire de production définie par le décret. Les vignobles autorisés se situent en province de Gorizia dans les communes de Romans d'Isonzo, Gradisca d'Isonzo, Villesse, San Pier d'Isonzo, Turriaco, Medea, Moraro, Mariano del Friuli et en partie les communes Cormons, Capriva del Friuli, San Lorenzo Isontino, Monfalcone, Mossa, Gorizia, Fogliano Redipuglia, Farra d'Isonzo, Savogna d'Isonzo, Sagrado, Ronchi dei Legionari, San Canzian d'Isonzo et Staranzano.

## Caractéristiques organoleptiques
- couleur : jaune paille plus ou moins clair
- odeur:  fruité
- saveur: sec ou doux, vif, légèrement tannique, plein, belle acidité

Le Friuli Isonzo bianco  se déguste à une température de 8 à 10 °C et il se boit jeune.

## Production
Province, saison, volume en hectolitres :
- Gorizia  (1990/91)  233,64
- Gorizia  (1991/92)  233,24
- Gorizia  (1992/93)  402,18
- Gorizia  (1993/94)  312,33
- Gorizia  (1994/95)  352,24
- Gorizia  (1995/96)  260,92
- Gorizia  (1996/97)  372,07